# إيلي وايتسايد
إيلي وايتسايد (بالإنجليزية: Eli Whiteside)‏ (و. 1979  م) هو لاعب كرة قاعدة، ومدرب كرة القاعدة ‏ أمريكي، ولد في نيو ألباني، مركز لعبه هو ملتقط.

## روابط خارجية
- إيلي وايتسايد على موقع دوري كرة القاعدة الرئيسي (الإنجليزية)
- إيلي وايتسايد على موقعبيزبول رفرنس.كوم (الدوري الرئيسي) (الإنجليزية)
- إيلي وايتسايد على موقعبيزبول رفرنس.كوم (الدوري الثانوي) (الإنجليزية)
- إيلي وايتسايد على موقع إي إس بي إن.كوم (أم.أل.بي) (الإنجليزية)
- إيلي وايتسايد على موقع مشجعي الرسوم البيانية (الإنجليزية)